# Трес-Фронтейрас
Трес-Фронтейрас (порт. Três Fronteiras)  —  муниципалитет в Бразилии, входит в штат Сан-Паулу. Составная часть мезорегиона Сан-Жозе-ду-Риу-Прету. Входит в экономико-статистический  микрорегион Жалис. Население составляет 5189 человек на 2006 год. Занимает площадь 152,698 км². Плотность населения — 34,0 чел./км².

## История
Город основан 13 октября 1951 года. 

## Статистика
- Валовой внутренний продукт на 2003 составляет 36.899.328,00 реалов (данные: Бразильский институт географии и статистики).
- Валовой внутренний продукт на душу населения на 2003 составляет 7.130,31 реалов (данные: Бразильский институт географии и статистики).
- Индекс развития человеческого потенциала на 2000 составляет 0,761 (данные: Программа развития ООН).